# Oropus grigaricki
Oropus grigaricki är en skalbaggsart som beskrevs av Chandler 1983. Oropus grigaricki ingår i släktet Oropus och familjen kortvingar. Inga underarter finns listade i Catalogue of Life.